# Jela car
Jela car je stablo obične jele (lat. Abies alba) u planinskom predjelu Bovan kraj Bakovca Kosinjskog u Općini Perušić. Naziva se "car" zbog gorostasnih razmjera.
Kraj Bakovca Kosinjskog nalazi se najveće velebitsko stablo i najveća jela u Europi poznata kao "jela car". Visoka je 42,5 m a ima opseg 5,42 m. Njena posebnost je ta što su sve jele koje rastu oko nje „normalne“ visine i širine, a sama jela zaista izgleda kao car u okruženju malih jela.
U blizini se nalazi i Pisani kamen, epigrafski spomenik koji potječe iz 1. stoljeća. Smatra se jednom od prvih međunarodnih arbitraža, koja je u pisanom obliku sačuvana do danas.

## Vanjske poveznice
- Ivan Mance,  Kosinj: “Jela Car”, opis jele na stranici kosinj-konzalting.hr (objavljeno: 16. studenoga 2020., pristupljeno: 3. prosinca 2020.)  Arhivirana inačica izvorne stranice od 20. veljače 2021. (Wayback Machine)